# Borová Lada
Borová Lada falu és önkormányzat (obec) Csehország Dél-csehországi kerületének Prachaticei járásában. Területe 68,95 km², lakosainak száma 268 (2009. 12. 31). A falu Prachaticétől mintegy 25 km-re nyugatra, České Budějovicétől 60 km-re nyugatra, és Prágától 134 km-re délnyugatra fekszik.

## Az önkormányzathoz tartozó települések
- Borová Lada
- Černá Lada
- Knížecí Pláně
- Nový Svět
- Paseka
- Šindlov
- Svinná Lada
- Zahrádky

## Nevezetességek
- A falu a Šumava- Nemzeti Park szélén fekszik.

## Népesség
A település népessége az elmúlt években az alábbi módon változott:
| Lakosok száma | 2066 | 2265 | 2138 | 317  | 243  | 284  | 282  | 282  | 265  | 275  |
|               | 1869 | 1890 | 1921 | 1950 | 1980 | 2001 | 2017 | 2019 | 2022 | 2024 |